# 나카코시 신호장
나카코시 신호장(일본어: 中越信号場)은 일본 홋카이도 가미카와 군 가미카와 정에 위치한 홋카이도 여객철도 세키호쿠 본선의 신호장이다.

## 구조
3개 선로 열차 교환이 가능하다. 예전에는, 나카코시 역으로서 영업하고 있었지만, 부근의 주민이 전부 살고 있지 않았었지만, 2001년 7월 1일에 폐역이 되어, 신호장이 되었다.

## 역사
- 1929년 11월 20일 : 일본국유철도의 나카코시역으로서 개업. 일반역.
- 1975년 12월 25일 : 여객 무인화 · 화물 · 소화물 취급 폐지.
- 1983년 1월 10일 : CTC화에 수반해 운전 무인화.
- 1986년 11월 1일 : 이 날의 다이어 개정에 의해 하루 왕복 1회의 정차로 한다.
- 1987년 4월 1일 : 일본국유철도 분할 민영화에 의해, 홋카이도 여객철도가 승계.
- 2001년 7월 1일 : 역 업무 폐지. 신호장으로서 운용 개시.

## 인접 역
| 세키호쿠 본선                  | 세키호쿠 본선   | 세키호쿠 본선                 |
| ------------------------------ | --------------- | ----------------------------- |
| 가미카와 A43 신아사히카와 방면 | ■ 세키호쿠 본선 | 가미코시 신호장 아바시리 방면 |